# Třetí vláda Roberta Fica
Třetí vláda Roberta Fica byla v letech 2016–2018 vláda na Slovensku. Jmenována byla 23. března 2016 na zahajovacím zasedání Národní rady SR. Předsedou vlády byl Robert Fico, předseda nejsilnější parlamentní strany SMER – sociálna demokracia, která zvítězila v parlamentních volbách. Vládu tvořilo 15 členů (7 ze strany SMER-SD, 2 nestraníci nominovaní SMER-SD, 3 nestraníci nominovaní SNS, 2 ze strany Most-Híd, 1 ze strany #SIEŤ).
Dne 15. března 2018 podal Fico demisi celé své vlády, čímž vyvrcholila vnitřní politická krize vyvolaná vraždou novináře Jána Kuciaka; prezident Andrej Kiska demisi obratem přijal a pověřil sestavením nové vlády Petera Pellegriniho, jenž byl ve Ficově vládě místopředsedou. Ficova vláda ukončila svoje působení po jmenování Pellegriniho vlády 22. března 2018.

## Složení vlády
| Úřad                                                      | Člen vlády                          | Strana | Strana            | Nástup do úřadu | Odchod z úřadu  |
| --------------------------------------------------------- | ----------------------------------- | ------ | ----------------- | --------------- | --------------- |
| Předseda vlády                                            | Robert Fico                         |        | SMER-SD           | 23. března 2016 | 22. března 2018 |
| Místopředseda vlády Ministr pro investice a informatizaci | Peter Pellegrini                    |        | SMER-SD           | 23. března 2016 | 22. března 2018 |
| Místopředseda vlády Ministr vnitra                        | Robert Kaliňák                      |        | SMER-SD           | 23. března 2016 | 22. března 2018 |
| Ministryně spravedlnosti                                  | Lucia Žitňanská                     |        | Most-Híd          | 23. března 2016 | 22. března 2018 |
| Ministr financí                                           | Peter Kažimír                       |        | SMER-SD           | 23. března 2016 | 22. března 2018 |
| Ministr zahraničních věcí a evropských záležitostí        | Miroslav Lajčák                     |        | nestr. za SMER-SD | 23. března 2016 | 22. března 2018 |
| Ministr hospodářství                                      | Peter Žiga                          |        | SMER-SD           | 23. března 2016 | 22. března 2018 |
| Ministr dopravy, výstavby a regionálního rozvoje          | Roman Brecely                       |        | #SIEŤ             | 23. března 2016 | 31. srpna 2016  |
| Ministr dopravy, výstavby a regionálního rozvoje          | Árpád Érsek                         |        | Most-Híd          | 31. srpna 2016  | 22. března 2018 |
| Ministryně zemědělství a rozvoje venkova                  | Gabriela Matečná                    |        | nestr. za SNS     | 23. března 2016 | 22. března 2018 |
| Ministr obrany                                            | Peter Gajdoš                        |        | nestr. za SNS     | 23. března 2016 | 22. března 2018 |
| Ministr práce, sociálních věcí a rodiny                   | Ján Richter                         |        | SMER-SD           | 23. března 2016 | 22. března 2018 |
| Ministr životního prostředí                               | László Sólymos                      |        | Most-Híd          | 23. března 2016 | 22. března 2018 |
| Ministr(yně) školství, vědy, výzkumu a sportu             | Peter Plavčan                       |        | nestr. za SNS     | 23. března 2016 | 31. srpna 2017  |
| Ministr(yně) školství, vědy, výzkumu a sportu             | Gabriela Matečná (pověřena řízením) |        | nestr. za SNS     | 31. srpna 2017  | 13. září 2017   |
| Ministr(yně) školství, vědy, výzkumu a sportu             | Martina Lubyová                     |        | nestr. za SNS     | 13. září 2017   | 22. března 2018 |
| Ministr kultury                                           | Marek Maďarič                       |        | SMER-SD           | 23. března 2016 | 7. března 2018  |
| Ministr kultury                                           | Peter Pellegrini (pověřen řízením)  |        | SMER-SD           | 7. března 2018  | 22. března 2018 |
| Ministr zdravotnictví                                     | Tomáš Drucker                       |        | nestr. za SMER-SD | 23. března 2016 | 22. března 2018 |

### Počet členů podle navrhujících subjektů
| - SMER-SD  | 9 |
| - SNS      | 3 |
| - Most-Híd | 3 |